# William Huggins

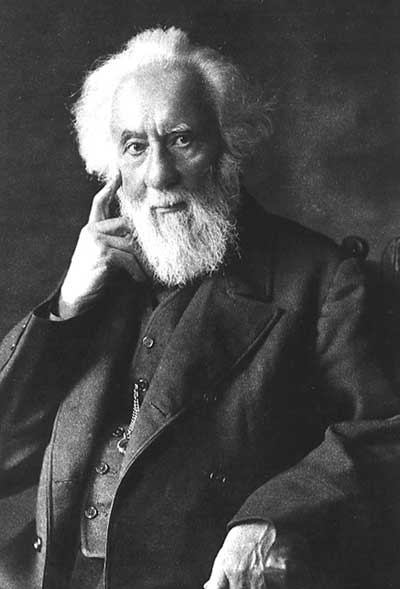
Sir William Huggins, Foto aus dem Jahr 1910

Sir William Huggins (* 7. Februar 1824 in London, England; † 12. Mai 1910 ebenda) war ein britischer Astronom und Physiker. Gemeinsam mit seiner Ehefrau Margaret Lindsay Huggins leistete er Pionierarbeit bei der Anwendung der Spektralanalyse auf Himmelskörper und legte damit die Grundlagen der modernen Astrospektroskopie.

## Leben und Wirken

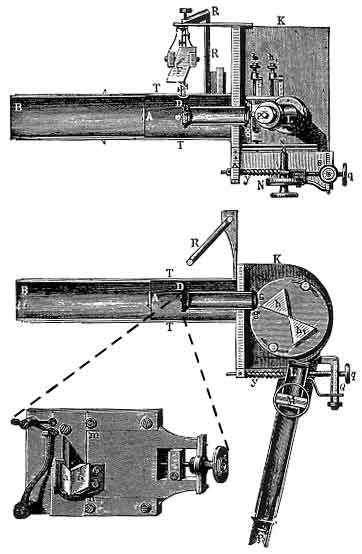
Technische Zeichnung eines der von Huggins eingesetzten Spektroskope. Es enthielt als wichtiges Element einen Planspiegel (F) und ein Reflexionsprisma am optischen Eingang (unten links), mit denen zusätzlich Licht einer beliebigen Referenzlichtquelle mit spezifischen Spektrallinien (z. B. einer Alkohol- oder Lichtbogenlampe) eingekoppelt konnte. Es enthält als dispersive Elemente 2 Prismen aus Flintglas (bei K) mit einem Ablenkwinkel von δ = 60°. Mit einer Mikrometerschraube (q) konnte mittels eines sekundären, kleinen achromatischen Teleskopes (Tubus am unteren Bildrand) das Spektrum visuell betrachtet und nach den interessanten Spektralbereichen abgetastet werden.

Er errichtete 1856 eine Privatsternwarte im Stadtteil Tulse Hill von London und baute für sein 20 cm-Linsenfernrohr ein Spektroskop. Als 1859 Gustav Kirchhoff und Robert Bunsen entdeckten, dass die Fraunhofer-Linien im Sonnenspektrum durch chemische Elemente verursacht werden, begann Huggins zusammen mit seiner Frau Margaret Lindsay Huggins die Farbspektren auch an Sternen und Nebelflecken systematisch zu beobachten. Durch seine gründliche Untersuchung von Emissions- und Absorptionslinien wurde er – wie der gleichzeitig in Rom forschende Angelo Secchi – zum Pionier der Spektralanalyse.
In seinem Tagebuch schrieb Huggins über seine Motivation zum Betreten dieses Neulandes, als er von Kirchhoffs großer Entdeckung erfuhr:

„Diese Neuigkeiten erfüllten mich mit großer Freude, wie sie vielleicht ein dürstender Wanderer empfindet, der in der Wüste einen Brunnen findet. Jetzt war endlich das Betätigungsfeld gefunden, nach dem ich so lange vergeblich gesucht hatte: Die Ausweitung der neuen Ideen von der Sonne zu weiteren Objekten am Himmel.“

Huggins war der erste Astronom, der zwischen Nebeln, Sternhaufen und Galaxien (?) durch die Beobachtung ihrer Spektrallinien unterscheiden konnte. Als Referenz untersuchte er die Spektren einer Anzahl chemischer Elemente und veröffentlichte seine Ergebnisse mit Abbildungen der Spektren (ein Novum) in den Philosophical Transactions. 1863 zeigte er, dass in den Sternspektren dieselben chemischen Elemente wie auf der Erde sichtbar werden. Am 29. August 1864 erkannte er bei Beobachtung des Katzenaugennebels, dass das Spektrum lediglich 3 monochromatische Spektrallinien enthielt und kein breites Spektrum, wie es von vielen Sternentypen erzeugt wird. Er identifizierte die Spektrallinien als Wasserstoff bzw. Stickstoff und schlussfolgerte, dass es sich im Gegensatz zu Sternenhaufen bei Nebeln um leuchtende (heiße) Gaswolken handeln musste, was einen Meilenstein der damaligen Astrospektroskopie darstellte. Huggins betonte in diesem Zusammenhang die Bedeutung von heißen, kosmischen Gasen bei der Entstehung von Sternen. 1864 fand er in einigen planetarischen Nebeln bis dahin noch unbekannte Emissionslinien und schlug als deren Quelle ein hypothetisches chemisches Element namens Nebulium vor. (Erst 1927 wurden durch Ira S. Bowen diese Linien als verbotene angeregte Emissionslinien von Gasen bei extrem niedriger Dichte aufgeklärt.)
Huggins untersuchte seit den 1860er-Jahren auch das Spektrum von Kometen, darunter C/1864 N1, C/1881 K1 und 2P/Encke, um auf die chemische Zusammensetzung der Koma und des Schweifes zu schließen und mittels dieser Erkenntnisse auf die Zusammensetzung von Kometen selbst. Bei seinen Beobachtungen fand er Emissionslinien von Kohlenstoff (darunter Trikohlenstoff), Kohlenwasserstoffen und Cyanogen.
1866 konnte Huggins bei der Beobachtung einer Nova im Sternbild Krone (T Coronae Borealis) feststellen, dass deren äußerste, expandierende Hülle aus Wasserstoff besteht.
Schließlich erforschte Huggins auch die Bewegung von Sternen mittels Spektralanalyse. Im Spektrum des Sirius fand er eine Rotverschiebung und deutete sie richtig als Doppler-Effekt. Er schloss daraus, dass sich der Stern von uns entfernen müsse (positive Radialgeschwindigkeit).
Im Rahmen seiner Forschung verbesserte er kontinuierlich die von ihm eingesetzten Spektroskope und wechselte deren Komponenten für den jeweiligen Anwendungsfall. Er setzte, abhängig vom benötigten Grad der Dispersion, Prismen aus Flintglas, Prismen aus Calcit oder optische Gitter in die Geräte ein. Mit dem Einzug der Fotografie in die Wissenschafft erzielte Huggins ab 1876 in Zusammenarbeit mit dem erfahrenen Chemiker und Nachbarn William Allen Miller Erfolge bei der Anfertigung fotografischer Spektren mithilfe von Gelatine-Trockenplatten. Ihm gelang zusammen mit seiner Frau Margaret als erster Wissenschaftler ein detailliertes fotografisches UV-Spektrum eines Kometen (C/1881 K1) sowie einiger Sterne und planetarischer Nebel anzufertigen.
Am 8. September 1875 heiratete Huggins im Alter von 51 Jahren die 24 Jahre jüngere Margaret Lindsay Murray in der Monkstown Church in Dublin.
Er wurde im Golders Green Crematorium in London eingeäschert, wo sich auch seine Asche befindet.

## Ehrungen
1865 wurde Huggins als Mitglied („Fellow“) in die Royal Society gewählt, die ihm 1866 die Royal Medal, 1880 die Rumford-Medaille und 1898 die Copley-Medaille verlieh. Von 1900 bis 1905 war er Präsident der Royal Society, 1885 wurde Huggins mit der Goldmedaille der Royal Astronomical Society ausgezeichnet.
1897 wurde er als Knight Commander des Bathordens in den Adelsstand erhoben und 1904 mit der Bruce Medal ausgezeichnet. Seit 1872 war er korrespondierendes Mitglied der Accademia dei Lincei in Rom. Ebenfalls gehörte er der Königlichen Physiographischen Gesellschaft in Lund (seit 1873), der Académie des sciences in Paris (seit 1874), der Königlichen Gesellschaft der Wissenschaften in Uppsala (seit 1875) der Königlich Schwedischen Akademie der Wissenschaften (seit 1883) und der Royal Society of Edinburgh (seit 1884) an.  1892 wurde er in die American Academy of Arts and Sciences, 1895 in die American Philosophical Society, 1901 in die Russische Akademie der Wissenschaften in Sankt Petersburg und 1904 in die National Academy of Sciences gewählt.
Nach dem Astronomen sind der Mondkrater Huggins, der Marskrater Huggins und der Asteroid (2635) Huggins benannt. Zudem trägt der Mount Huggins in der Antarktis seinen Namen.

## Wichtigste Werke
- 1866: Spectrum analysis, applied to the heavenly bodies
- 1863–1868: On the spectra of some of the fixed stars and nebulae
- 1868: Further observations on the spectra of some of the stars and nebulae
- 1899 (mit seiner Frau): An Atlas of Representative Stellar Spectra
- 1909 (mit seiner Frau): The Scientific Papers of Sir William Huggins